# Цоли (Авелино)
Цоли је насеље у Италији у округу Авелино, региону Кампанија.
Према процени из 2011. у насељу је живело 218 становника. Насеље се налази на надморској висини од 267 м.